# Rudolf Swiderski
Rudolf Swiderski est un joueur d'échecs allemand né le 28 juillet 1878 à Leipzig et mort le 2 août 1909 dans la même ville.

## Biographie et carrière
Swiderski remporta plusieurs tournois internationaux de 1900 à 1904. Son corps décomposé fut retrouvé le 11 août 1909 avec une lettre de suicide datée du 2 août 1909. Il avait disputé sa dernière partie d'échecs le 30 juillet, une ronde avant la fin du tournoi du club de Leipzig. Dans sa carrière, Swiderski avait gagné ses parties contre Mikhaïl Tchigorine à Hanovre en 1902 et à Vienne en 1903, contre Carl Schlechter à Vienne 1903 et Cobourg 1904, contre Frank Marshall au tournoi Rice de Monte Carlo 1904, contre Akiba Rubinstein et Joseph Henry Blackburne à Ostende en 1907. Il est la première personne à avoir joué le système Maróczy avec les Blancs à haut niveau (à Göteborg en 1904).

## Palmarès
Swiderski remporta les tournois de
- Munich 1900 (Hauptturnier A du douzième congrès de la fédération allemande[8]),
- Monte-Carlo 1904 (tournoi sur le gambit Rice, ex æquo avec Frank Marshall),
- Cobourg 1904 (Meisterturnier, tournoi principal du quatorzième congrès de la fédération allemande, ex æquo avec Bardeleben et Schlechter)[9] et
- Leipzig 1909[10].

Il finit deuxième des tournois d'Annaberg 1897 et de Barmen (Meisterturnier B).